# Winchester
Winchester je grad u Hampshireu u Engleskoj. Grad se nalazi u središtu šireg grada Winchestera, okruga lokalne samouprave, na zapadnom kraju Nacionalnog parka South Downs, na rijeci Itchen. Nalazi se 97 km jugozapadno od Londona i 23 km od Southamptona. Prema popisu stanovništva iz 2021. godine imalo je 48.478 stanovnika.